# John Atherton Churchill
John Atherton Churchill, CBE, DSO, MC (* 10. April 1887; † 22. Mai 1965) war ein britischer Offizier und zuletzt Brigadier der British Army.

## Leben
John Atherton Churchill war der Sohn von A. G. Churchill, CB, CBE, der als Oberst im Kavallerieregiment 12th (Prince of Wales’s) Royal Lancers diente, und dessen Ehefrau Katherine Mary Churchill. Nach einer Offiziersausbildung wurde er als Second Lieutenant in das Leichte Infanterieregiment Durham Light Infantry übernommen. Er nahm am Ersten Weltkrieg teil und wurde für seine militärischen Verdienste mit dem Military Cross (MC) ausgezeichnet. In der Zwischenkriegszeit folgten zahlreiche weitere Verwendungen als Offizier und Stabsoffizier wie beispielsweise von 1925 bis 1926 als Instrukteur am Staff College Camberley. Später war er zwischen 1934 und 1935 Kommandeur der Durham Light Infantry sowie von 1936 bis 1937 Instrukteur an der Höheren Offiziersschule (Senior Officers’ School) in Erlestoke. Nachdem ihm a, 24. November 1937 der kommissarische Rang als Temporary Brigadier verliehen wurde, übernahm er Posten als Kommandeur der 151. Infanteriebrigade (Commanding Officer, 151st Infantry Brigade) und hatte dieses Kommando bis zum 22. Februar 1941 inne. Nach Beginn des Zweiten Weltkrieges kam er mit seiner Brigade in Frankreich zum Einsatz und wurde für seine Verdienste 1940 zum Companion des Distinguished Service Order (DSO). Er wurde außerdem 1938 einer der Adjutanten (Aide-de-camp) von König Georg VI. und behielt diese Funktion bis 1946. Er war ferner zwischen dem 3. März 1941 und 1942 Kommandeur des Militärgebiets West (Commanding Officer, Western Area), der insbesondere die Grafschaften Bristol und Somerset umfasste.
Nachdem Churchill am 4. Dezember 1942 erneut der kommissarische Rang als Temporary Brigadier verliehen wurde, wechselte er ins Kriegsministerium und war zunächst bis 1943 stellvertretender Direktor für Forschung (Deputy Director of Research, War Office), ehe er zwischen 1944 und 1946 stellvertretender Direktor für taktische Ermittlungen (Deputy Director of Tactical Investigation, War Office) war. Für seine Verdienste wurde er 1946 zum Commander des Order of the British Empire (CBE) ernannt und trat 1946 in den Ruhestand. Als Nachfolger von Claude Leonard Matthews übernahm er 1947 das Ehrenamt als Colonel of the Durham Light Infantry und bekleidete dieses bis zum 10. April 1952, woraufhin Generalleutnant Sir Terence Airey ihn ablöste.